# Courtney Atkinson
Courtney Atkinson (Mackay, 15 augustus 1979) is een triatleet uit Australië. Hij nam namens zijn vaderland tweemaal deel aan de Olympische Spelen, te beginnen in Peking (2008). Daar eindigde hij op de elfde plaats (1:50.10). Vier jaar later in Londen reikte Atkinson tot de 18de plaats in de eindrangschikking met een tijd van 1:49.19.

## Palmares

### triatlon
- 2005: 35e WK olympische afstand in Gamagōri - 1:52.54
- 2015: 59e WK olympische afstand - 705 p
- 2016: 69e WK olympische afstand - 167 p